# 洛夫林鄉

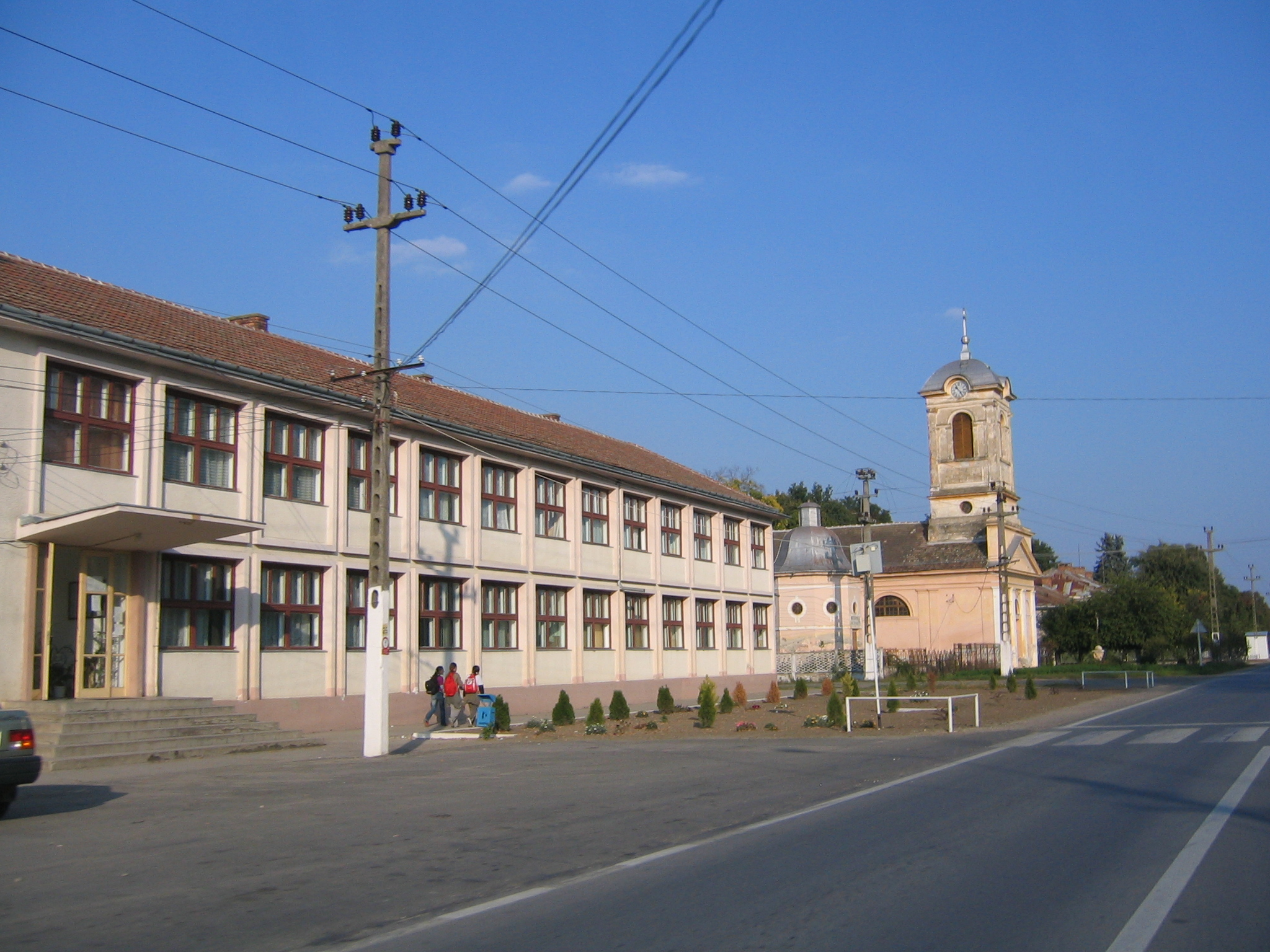

45°58′N 20°46′E / 45.967°N 20.767°E
洛夫林鄉（羅馬尼亞語：Comuna Lovrin, Timiș），是羅馬尼亞的鄉份，位於該國西部，由蒂米什縣負責管轄，面積58平方公里，海拔高度87米，2002年人口3,669，人口密度每平方公里64人。